# Sean Dyche
Sean Mark Dyche (født 28. juni 1971) er en engelsk fodboldtræner, og tidligere fodboldspiller, som senest var træner for Premier League-klubben Everton.

## Spillerkarriere
Dyche begyndte sin karriere hos Nottingham Forest, men nåede aldrig at spille for førsteholdet. Han skiftede i 1990 til Chesterfield, og spillede mere end 250 kampe for klubben.
Dyche skiftede i 1997 til Bristol City, og var med til at klubben rykkede op i Division One. Han blev i 1999 udlejet til Luton Town. Han skiftede samme år til Millwall. Efter tre sæsoner, skiftede han til Watford og var anfører for klubben i 2004-05 sæsonen. Han sidste klub var Northampton Town, som han spillede for frem til 2007, hvor han stoppede spillerkarrieren.

## Trænerkarriere

### Watford
Efter at have stoppet spillerkarrieren, så vendte Dyche tilbage til sin tidligere klub Watford, hvor han indtog rollen som U/18-træner. Han blev i 2009 forfremmet til assistenttræner, og efter Malky Mackay forlod klubben i juni 2011, så overtog Dyche rollen som cheftræner. På trods af, at han ledte Watford til deres bedste ligaplacering i fire år, så blev Dyche fyret ved sæsonens udgang efter at klubben fik nyt ejerskab.

### Burnley
Dyche blev i oktober 2012 hyret af Burnley. Han ledte klubben til andenpladsen i sin anden sæsonen, og rykkede hermed op i Premier League. Det lykkedes ikke Burnley at sikre overlevelse, og rykkede direkte ned igen. Dyche blev dog hos klubben, og ledte dem i 2015-16 til mesterskabet i Championship, og dermed oprykning tilbage til Premier League.
Dyche ledte i 2017-18 sæsonen Burnley til syvendepladsen, og kvalificerede sig hermed til europæisk fodbold for første gang i 51 år. Dyche blev med klubben frem til april 2022, hvor han blev fyret efter 9,5 år med klubben.

### Everton
Dyche blev i januar 2023 hyret af Everton. På trods af at klubben var blevet givet en pointstraf på seks point som resultat af finansielle problemer, så lykkedes det Dyche at sikre klubben overlevelse i 2022-23 sæsonen, da de sluttede på femtendepladsen.
Den 24. april 2024 sejrede Everton 2-0 i Merseyside derby over Liverpool, hvilke var Evertons første hjemmesejr imod deres lokalrivaler siden 2010.
Dyche forblev i rollen frem til januar 2025, hvor han blev fyret af klubben efter en dårlig stime af resultater.

## Privat
Dyches søn, Max Dyche, er også fodboldspiller.